# Prostoia besametsa
Prostoia besametsa är en bäcksländeart som först beskrevs av William Edwin Ricker 1952.  Prostoia besametsa ingår i släktet Prostoia och familjen kryssbäcksländor. Inga underarter finns listade i Catalogue of Life.